# Campeonato Europeo de Patinaje de Velocidad sobre Hielo de 2014
El CVIII Campeonato Europeo de Patinaje de Velocidad sobre Hielo se celebró en Hamar (Noruega) del 11 al 12 de enero de 2014 bajo la organización de la Unión Internacional de Patinaje sobre Hielo (ISU) y la Federación Noruega de Patinaje sobre Hielo.
Las competiciones se realizaron en el Pabellón Olímpico de la ciudad noruega.

## Resultados

### Masculino
| Evento                      | Oro                                           | Plata                                      | Bronce                                |
| --------------------------- | --------------------------------------------- | ------------------------------------------ | ------------------------------------- |
| 500 m (11.01)               | Håvard Bøkko · Noruega · 35,99 s              | Konrad Niedźwiedzki · Polonia · 36,06 s    | Zbigniew Bródka · Polonia · 36,07 s   |
| 1500 m (12.01)              | Koen Verweij · Países Bajos · 1:45,93         | Konrad Niedźwiedzki · Polonia · 1:46,16    | Zbigniew Bródka · Polonia · 1:46,19   |
| 5000 m (11.01)              | Jan Blokhuijsen · Países Bajos · 6:15,87      | Douwe de Vries · Países Bajos · 6:19,49    | Bart Swings · Bélgica · 6:20,22       |
| 10 000 m (12.01)            | Jan Blokhuijsen · Países Bajos · 13:07,22     | Koen Verweij · Países Bajos · 13:13,45     | Bart Swings · Bélgica · 13:17,41      |
| Clasificación total (12.01) | Jan Blokhuijsen · Países Bajos · 149,196 pts. | Koen Verweij · Países Bajos · 149,251 pts. | Håvard Bøkko · Noruega · 149,894 pts. |

### Femenino
| Evento                      | Oro                                           | Plata                                         | Bronce                                             |
| --------------------------- | --------------------------------------------- | --------------------------------------------- | -------------------------------------------------- |
| 500 m (11.01)               | Ireen Wüst · Países Bajos · 38,77 s           | Karolína Erbanová · República Checa · 38,80 s | Yuliya Skokova · Rusia · 39,01 s                   |
| 1500 m (12.01)              | Ireen Wüst · Países Bajos · 1:54,87           | Yuliya Skokova · Rusia · 1:57,02              | Yvonne Nauta · Países Bajos · 1:57,28              |
| 3000 m (11.01)              | Ireen Wüst · Países Bajos · 1:54,87           | Yvonne Nauta · Países Bajos · 4:02,63         | Martina Sáblíková · República Checa · 4:04,22      |
| 5000 m (12.01)              | Martina Sáblíková · República Checa · 6:58,13 | Yvonne Nauta · Países Bajos · 6:59,32         | Ireen Wüst · Países Bajos · 7:03,40                |
| Clasificación total (12.01) | Ireen Wüst · Países Bajos · 159,736 pts.      | Yvonne Nauta · Países Bajos · 162,253 pts.    | Martina Sáblíková · República Checa · 162,559 pts. |

## Medallero
- Solo se otorgan medallas en la clasificación general.

| Núm. | País            | Oro | Plata | Bronce | Total |
| ---- | --------------- | --- | ----- | ------ | ----- |
| 1    | Países Bajos    | 2   | 2     | 0      | 4     |
| 2    | Noruega         | 0   | 0     | 1      | 1     |
| 2    | República Checa | 0   | 0     | 1      | 1     |
|      | TOTAL           | 2   | 2     | 2      | 6     |